# Campeonato Pernambucano de Futebol Feminino de 2018
O Campeonato Pernambucano de Futebol Feminino de 2018, foi a 16.ª edição da principal competição do futebol feminino pernambucano. A competição foi marcada com as desistências do Ypiranga-PE e do maior campeão estadual feminino, o Vitória das Tabocas e por repentinas mudanças na data de início da competição. A equipe do Santa Cruz do Capibaribe, alegou não pode arcar com as despesas da competição e problemas de patrocínio. Já no lado do Tricolor das Tabocas, segundo o diretor de futebol feminino Alan Rocha, com o fim da participação do tricolor no Brasileirão Feminino de 2018 no dia 22 de agosto, a diretoria liberou as jogadoras com proposta e estava sem elenco para disputar o torneio, o que resultou no curto prazo para montar novo elenco para disputar a competição.
O título da competição foi decidido entre as equipes do Náutico e do Sport. Ambas equipes, vinham de boa campanha na primeira fase da competição, já que as duas equipes estavam invictas até a decisão do título. O Sport sagrou-se campeão ao derrotar o timbu nos dois confrontos da grande final. Já pra o Náutico, o timbu faturou a vaga pra representar o estado na Série A2 do Brasileirão Feminino em 2019, já que o Sport estava disputando a Série A1.

## Regulamento
A edição de 2018 do Campeonato Pernambucano Feminino, foi disputada por 6 clubes. A competição foi dividida em duas fases distintas: uma fase classificatória e uma eliminatória. Na primeira fase, as seis equipes foram divididas em dois grupos, avançando pra fase seguinte as duas melhores equipes. Na fase seguinte, as quatro esquipes classificadas da fase anterior, disputaram um torneio em jogos eliminatórios em jogos de ida e volta até a final, se classificando a equipe que vencer cada fase, deacordo com o regulamento especifico.

### Critérios de desempate
Em caso de empate por pontos entre dois ou mais clubes, os critérios de desempate foram aplicados na seguinte ordem:
1. Número de vitórias;
2. Saldo de gols;
3. Gols pró;
4. Confronto direto;
5. Menor número de cartões vermelhos;
6. Menor número de cartões amarelos;
7. Sorteio.

Com relação ao quarto critério (confronto direto), considera-se o resultado dos jogos somados, ou seja, o resultado de 180 minutos. Permanecendo o empate, o desempate se dá pelo maior número de gols marcados no campo do adversário. Caso persista igualdade entre as equipes, aplica-se a disputa de tiros livres da marca penal (de acordo com o regulamento FIFA).

## Participantes
| Equipe             | Cidade   | Em 2017  | Estádio (mando)    | Capacidade | Títulos            |
| ------------------ | -------- | -------- | ------------------ | ---------- | ------------------ |
| Centro Limoeirense | Limoeiro | ND       | Varedão            | 5.000      | 0 (não possui)     |
| Íbis               | Paulista | ND       | Ademir Cunha       | 12.000     | 0 (não possui)     |
| Ipojuca            | Ipojuca  | ND       | Nossa Senhora do Ó | 3.000      | 0 (não possui)     |
| Náutico            | Recife   | 3º Lugar | CT Wilson Campos   | —          | 2 (último em 2006) |
| Porto-PE           | Caruaru  | 4º Lugar | Antônio Inácio     | 6.000      | 0 (não possui)     |
| Sport              | Recife   | 1º Lugar | CT do Leão         | —          | 7 (último em 2017) |

## Primeira fase
Atualizado em 20 de outubro.

### Grupo A
| Pos | Equipes            | Pts | J | V | E | D | GP | GC | SG  | %   |
| --- | ------------------ | --- | - | - | - | - | -- | -- | --- | --- |
| 1   | Sport              | 12  | 4 | 4 | 0 | 0 | 32 | 0  | 32  | 100 |
| 2   | Centro Limoeirense | 3   | 4 | 1 | 0 | 3 | 4  | 18 | -14 | 25  |
| 3   | Porto-PE           | 3   | 4 | 1 | 0 | 3 | 3  | 21 | -18 | 25  |

|                    | SPO  | POR | CLF |
| ------------------ | ---- | --- | --- |
| Sport              | —    | 7–0 | 9–0 |
| Porto-PE           | 0–10 | —   | 1–0 |
| Centro Limoeirense | 0–6  | 4–2 | —   |

| Vitória do mandante | Vitória do visitante | Empate |

### Grupo B
| Pos | Equipes | Pts | J | V | E | D | GP | GC | SG | %  |
| --- | ------- | --- | - | - | - | - | -- | -- | -- | -- |
| 1   | Náutico | 10  | 4 | 3 | 1 | 0 | 5  | 1  | 2  | 83 |
| 2   | Ipojuca | 7   | 4 | 2 | 1 | 1 | 4  | 2  | 4  | 58 |
| 3   | Íbis    | 0   | 4 | 0 | 0 | 4 | 1  | 6  | -5 | 0  |

|         | NAU | IPJ | IBI |
| ------- | --- | --- | --- |
| Náutico | –   | 2–0 | 1–0 |
| Ipojuca | 0–0 | –   | 1–0 |
| Íbis    | 1–2 | 0–3 | –   |

| Vitória do mandante | Vitória do visitante | Empate |

## Segunda Fase
Em itálico, os times que possuem o mando de campo no primeiro jogo do confronto e em negrito os times classificados.
|  | Semifinais 21 de outubro e 18 de novembro | Semifinais 21 de outubro e 18 de novembro | Semifinais 21 de outubro e 18 de novembro | Semifinais 21 de outubro e 18 de novembro |   |         | Final 25 de novembro e 28 de novembro | Final 25 de novembro e 28 de novembro | Final 25 de novembro e 28 de novembro | Final 25 de novembro e 28 de novembro |
|  |                                           |                                           |                                           |                                           |   |         |                                       |                                       |                                       |                                       |
|  | Centro Limoeirense                        | 0                                         | 0                                         | 0                                         |   |         |                                       |                                       |                                       |                                       |
|  | Náutico                                   | 4                                         | 3                                         | 7                                         |   |         |                                       |                                       |                                       |                                       |
|  | Náutico                                   | 4                                         | 3                                         | 7                                         |   | Náutico | 0                                     | 0                                     | 0                                     |                                       |
|  |                                           |                                           |                                           |                                           |   | Náutico | 0                                     | 0                                     | 0                                     |                                       |
|  |                                           | Sport                                     | 1                                         | 2                                         | 3 |         |                                       |                                       |                                       |                                       |
|  | Ipojuca                                   | Sport                                     | 1                                         | 2                                         | 3 | 0       | 0                                     | 0                                     |                                       |                                       |
|  | Ipojuca                                   |                                           |                                           |                                           |   | 0       | 0                                     | 0                                     |                                       |                                       |
|  | Sport                                     | 5                                         | 8                                         | 13                                        |   |         |                                       |                                       |                                       |                                       |

|  | Disputa do 3° lugar 25 de novembro |   |
|  |                                    |   |
|  | Centro Limoeirense                 | 0 |
|  | Ipojuca                            | 3 |

## Premiação
| Campeonato Pernambucano Feminino de 2018 |
| ---------------------------------------- |
| Sport Campeão (7° título)                |

## Estatísticas

### Artilharia
| Gols | Jogador        | Equipe  |
| ---- | -------------- | ------- |
| 13   | Ottilia        | Sport   |
| 4    | Ary Borges     | Sport   |
| 4    | Annaysa        | Sport   |
| 4    | Nadine Dias    | Náutico |
| 4    | Bruna Cotrim   | Sport   |
| 4    | Regiane Santos | Sport   |